# ادیسون کمپانی
ادیسون کمپانی (انگلیسی: Edison) شرکت انرژی ایتالیایی است، که در سال ۱۸۸۴ تأسیس شد و هم‌اکنون زیرمجموعه‌ای از شرکت الکتریسیته دو فرانس می‌باشد.